# 트린 민하

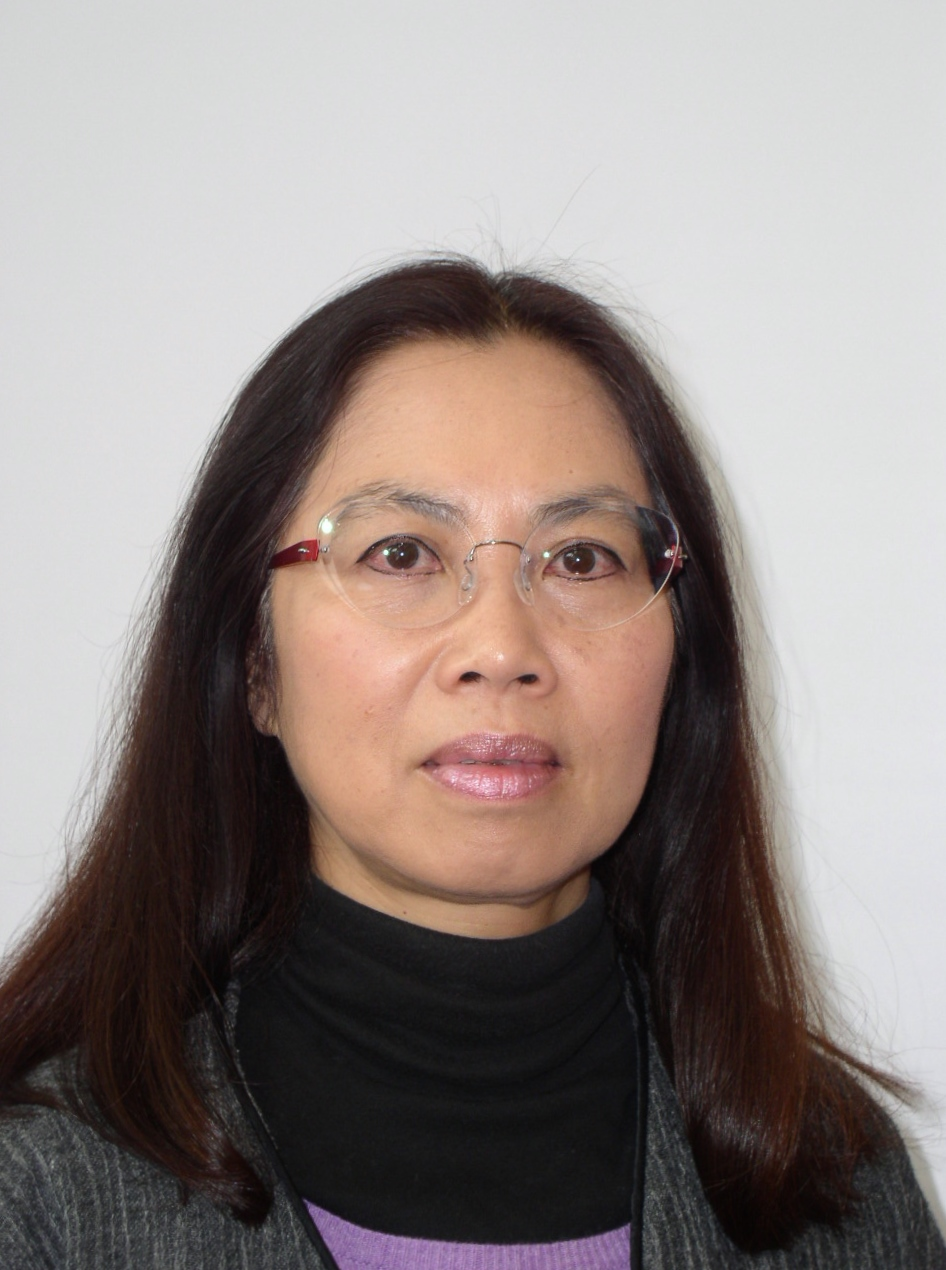

트린 민하(한자: 정씨명하/鄭氏明河(중화권의 반역명은 鄭明河이다.) 베트남어: Trịnh Thị Minh Hà)는 1952년 베트남, 하노이에서 태어난 탈식민 페미니스트 영화감독이자 이론가, 저술가, 작곡가이다.

## 생애 및 평가
프랑스에서 공부했으며 세네갈을 거쳐 미국에서 독립 영화 감독으로 활동하고 있다. 코넬 대학, 샌프란시스코 주립 대학, 스미스 대학, 하버드 대학(미국), 오차노미즈 대학, 리츠메이칸 대학(일본), 동국대학교(한국)에서 가르쳤으며, 현재 캘리포니아 버클리 대학 여성학과, 수사학과의 교수로 재직 중이다. 수업에서 비판 이론, 비판 연구, 문화 정치학, 페미니스트 이론, 제3영화, 영화 이론, 미학 등을 가르친다. 
16mm 기록영화 <재집합 Reassemblage> (1982)을 연출한 이래 지금까지 페미니즘과 후기 식민주의적 시각에서 사물을 새롭게 보게 하는 실험영화를 만들었다. 고국인 베트남 여인들을 통해 문화적 정체성을 살펴본 <이름은 비에트, 성은 남 Surname Viet Given Name Nam>(1989)은 대학의 영화전공 학생들에게 널리 알려진 트린민하의 대표작이다. 

## 활동

### 영화
- 밤의 여로 Night Passage (98mins, Digital, 2004) (fiction)
- The Fourth Dimension (87 mins, Digital, 2001)
- 사랑 이야기 A Tale of Love (108 mins, 1995) (fiction)
- 내용을 향해 쏴라 Shoot for the Contents (102 mins, 1991)
- 이름은 비에트, 성은 남 Surname Viet Given Name Nam (108 mins, 1989)
- 벌거벗은 공간 - 지속되는 삶 Naked Spaces - Living is Round (135 mins, 1985)
- 재집합 Reassemblage (40 mins, 1982)

### 책
- D-Passage. The Digital Way (Duke University Press, 2013)
- Elsewhere, Within Here. Immigration, Refugeeism and The Boundary Event (Routledge 2010)
- The Digital Film Event (Routledge 2005)
- Cinema Interval (Routledge 1999)
- Drawn from African Dwellings (in coll. with Jean-Paul Bourdier, Indiana University Press 1996)
- Framer Framed (Routledge 1992)
- When the Moon Waxes Red. Representation, gender and cultural politics (Routledge 1991)
- Out There: Marginalisation in Contemporary Culture (Co-editor with Cornel West, R. Ferguson & M. Gever. New York: New Museum of Contemporary Art and M.I.T. Press, 1990)
- <여성, 원주민, 타자> Woman, Native, Other. Writing postcoloniality and feminism (Indiana Universty Press 1989)
- En minuscules (book of poems, Edition Le Meridien 1987)
- African Spaces - Designs for Living in Upper Volta (in coll. with Jean-Paul Bourdier, Holmes & Meier 1985)
- Un art sans oeuvre (International Book Publishers, Inc. 1981)

### 음악
- Poems. Composition for Percussion Ensemble. Premiere by the Univ. of Illinois Percussion Ensemble, Denis Wiziecki, Director. 09 April 1976.
- Four Pieces for Electronic Music. 1975 Performances at the Univ. of Illinois.

http://trinhminh-ha.com
http://www.cine21.com/db/person/info/id/5406